# Holopogon dusmetii
Holopogon dusmetii är en tvåvingeart som beskrevs av Gabriel Strobl 1909. Holopogon dusmetii ingår i släktet Holopogon och familjen rovflugor. Inga underarter finns listade i Catalogue of Life.